# Église évangélique de Novi Sad

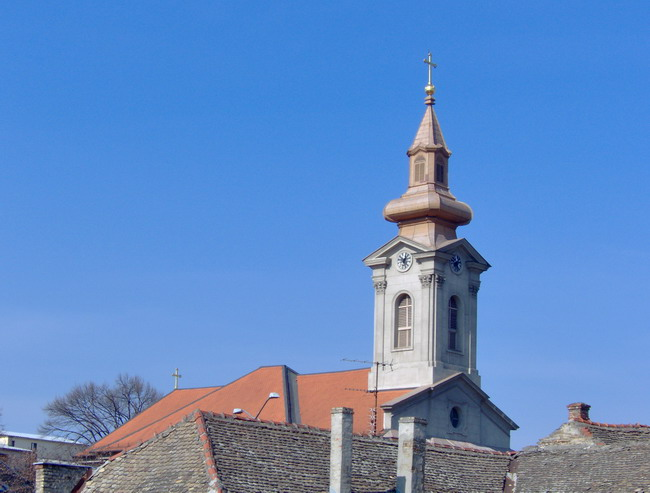
Église évangélique de Novi Sad

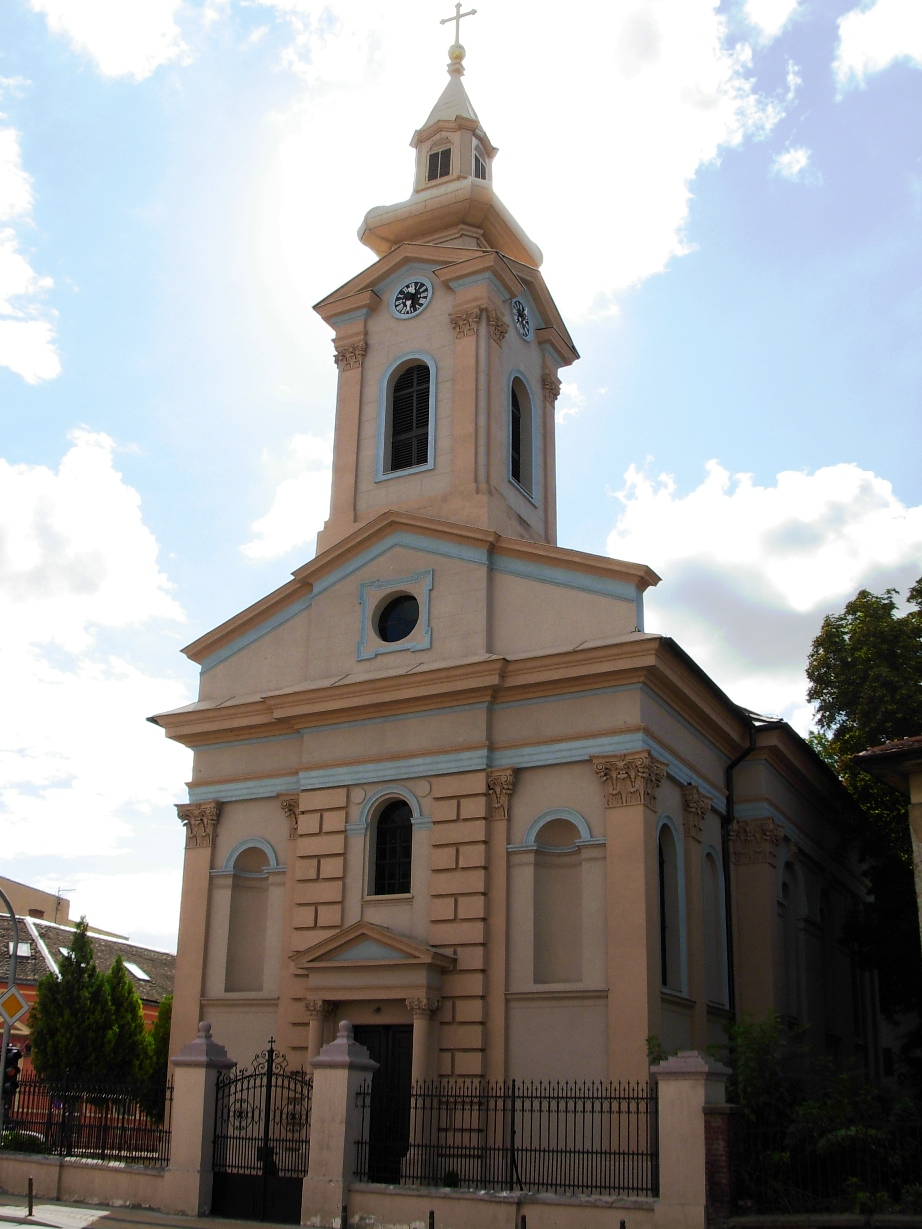
Le clocher de l'église

L'église évangélique de Novi Sad est une église protestante de Novi Sad en Serbie. La paroisse appartient à l'Église évangélique slovaque de la confession d'Augsbourg en Serbie.

## Histoire
Les premiers chrétiens protestants étaient des Slovaques, qui étaient pour la plupart au service de riches familles hongroises et étaient considérés comme des travailleurs acharnés. Étant donné que la congrégation était composée de classes plus pauvres, il a fallu un temps relativement long avant que les ressources financières nécessaires soient disponibles pour commencer à construire une église. L'église a été construite en 1886 selon les plans de Jozef Cocek. La basilique simple à nef unique possède un clocher de style baroque, tandis que le bâtiment principal présente des éléments de la phase de transition du baroque au classicisme.

## Littérature
- Milorad Grujić : Vodič kroz Novi Sad. Prometej, Novi Sad 2005.